# Advanced Digital Broadcast
ADB – projektuje, rozwija i dostarcza rozwiązania dla interaktywnej telewizji cyfrowej oraz sieci szerokopasmowych. Siedziba główna firmy znajduje się w Genewie w Szwajcarii, ośrodki badawczo-rozwojowe w Polsce i we Włoszech, oddział operacyjny w Tajpej na Tajwanie. ADB posiada także biura handlowe w Europie, Stanach Zjednoczonych, Ameryce Południowej i Azji. Firma jest członkiem grupy ADB.
ADB założone zostało w 1995 roku. Firma początkowo skupiała się na rozwoju i sprzedaży oprogramowania dla telewizji cyfrowej, a w 1997 roku rozszerzyła swą działalność o projektowanie i produkcję sprzętu do odbioru telewizji cyfrowej. W tym samym roku, ADB wprowadziło na rynek swój pierwszy dekoder (STB). Do dziś Firma sprzedała ponad 64 miliony urządzeń na całym świecie.
ADB zatrudnia 350 osób z czego 70% stanowią inżynierowie-projektanci.

## Historia
W 1995 roku Andrew Rybicki założył Advanced Digital Broadcast (ADB), której początkowym zadaniem był rozwój i sprzedaż oprogramowania dla telewizji cyfrowej.
W 1997 roku w miarę rozwoju biznesu, ADB rozszerzyło działalność o projektowanie i produkcję sprzętu do odbioru telewizji cyfrowej. W tym samym roku, ADB wprowadziło na rynek pierwszy dekoder (STB), w Polsce otworzyło pierwsze biuro rozwojowo-badawcze, a na Tajwanie regionalną siedzibę spółki.
W latach 1998 – 2000 zostały otwarte kolejne biura w Australii i Hiszpanii. W 2000 roku ADB sprzedało milionowy dekoder.
W 2001 roku ADB ogłosiło wdrożenie dekodera opartego na otwartym standardzie oprogramowania dla telewizji cyfrowej-Multimedia Home Platform (MHP). W tym też roku, w Genewie została otwarta siedziba główna spółki. W 2001 r. firma sprzedała 2 miliony dekoderów.s
W 2002 roku na terenie Stanów Zjednoczonych, w Chicago, została otwarta kolejna regionalna siedziba spółki. W Polsce, ADB wzięło udział w próbnym nadawaniu naziemnej telewizji cyfrowej opartej na otwartym standardzie oprogramowania (MHP) zdefiniowanym przez konsorcjum DVB. W tym samym roku ADB zostało pierwszym producentem na świecie, który wdrożył dekoder z systemem MHP. Rozwiązanie to ADB dostarczyło dla operatora w Finlandii.
W 2003 roku ADB dostarczyło na rynek włoski, dekoder do odbioru naziemnej telewizji cyfrowej. Tym samym firma stała się także pierwszym w świecie dostawcą hybrydowego dekodera do odbioru telewizji naziemnej (DVB-T) z w pełni wdrożonym systemem MHP. W tym roku, dekoder ADB (i-CAN 3000) otrzymał Niemiecko-Polską Nagrodę Innowacyjną, a magazyn Cable & Satellite International uznał go Produktem Roku.
Rok 2004 to wprowadzenie przez ADB na rynek włoski, dekodera do odbioru naziemnej telewizji cyfrowej (i-CAN 2000T). W tym też roku, hybrydowy dekoder ADB i-CAN 3100TW IPTV/DVB-T został uznany przez magazyn Cable & Satellite International Produktem Roku aż w dwóch kategoriach.
W 2005 roku ADB zadebiutowało na szwajcarskiej giełdzie papierów wartościowych (SWX) i zdobyło kontrakt na dostarczanie swoich rozwiązań hiszpańskiemu operatorowi Telefonica.
W 2006 roku ADB uruchomiło swą produkcję w Europie i ogłosiło dostarczenie na rynek ośmiomilionowego dekodera. Rok ten, był bardzo przełomowy dla firmy, ponieważ po raz pierwszy dostarczyła rozwiązania na rodzimy rynek polski. Odbiorcą rozwiązania została platforma 'n', która jako pierwsza w Polsce wprowadziła dekoder HD z nagrywarką (DVR).
W tym też roku niemiecki operator IPTV Hansenet został odbiorcą rozwiązań ADB a na rynku brytyjskim (dzięki współpracy z: BBC, Channel4, Five i ITV) ADB uruchomiło próbne nadawanie naziemnej telewizji wysokiej rozdzielczości (HD). We Włoszech zaś, ADB w kooperacji z telewizją RAI, uruchomiło przy użyciu kompresji MPEG-4 AVC pilotażową transmisję Zimowych Igrzysk Olimpijskich (Turyn 2006) w standardzie HD.
W 2007 r. ADB wdrożyło usługi HDTV u izraelskiego operatora satelitarnego YES a w Chile uruchomiło IPTV u operatora Telefonica. W tym także roku, polski operator kablowy Multimedia Polska rozpoczął proces przejścia z telewizji analogowej na cyfrową i wspólnie z ADB wdrożył telewizję wysokiej rozdzielczości HDTV. W 2007 r. ADB podpisało umowę dystrybucyjną z Border States Electric Supply (z siedzibą główną w Fargo w Dakocie Północnej) na dostawę rozwiązań IPTV.
W 2008 r. ADB dostarczyło 12 milionów dekoderów, wprowadziło interaktywne dekodery kablowe z certyfikatem tru2way, a dzięki partnerstwu z firmą Graybar weszło na rynek Ameryki Północnej. Rok ten, to dalsza ekspansja firmy na nowe rynki. I tak odbiorcami rozwiązań ADB zostali: węgierski operator satelitarny HelloHD, operator IPTV Telekom Austria i operator kablowy Telegeneve-Naxoo. W Polsce zaś, rozwiązania ADB zakupili operatorzy kablowi Vectra i INEA. ADB w porozumieniu z firmą Grundig rozpoczęło dostawę na rynek norweski, naziemnej (DVB-T) nagrywarki (DVR) cyfrowej dla RiksTV. W tym też roku, podczas światowego forum branży IPTV, dekoder ADB 5810TWX otrzymał nagrodę ”IPTV World Series Awards”, czyli tytuł ”Najlepszej technologii IPTV do użytku domowego”. Ponadto magazyn Cable & Satellite International uznał ten model Produktem Roku i przyznał mu tytuł ”Najbardziej obiecującej technologii zorientowanej na użytkownika”.
W 2009 r. ADB ogłosiło dostarczenie 1,5 milionowego dekodera IPTV. Nowymi odbiorcami rozwiązań ADB zostali: na Tajwanie – TFN Media, w Norwegii i Danii – Altibox a w Polsce – operator kablowy Vectra. Ponadto, firma wdrożyła rozwiązanie zintegrowane ze standardem DivX® oraz serwisami internetowymi, tj.: YouTube i Facebook. W tym roku ADB zostało zwycięzcą konkursu organizowanego przez IMS Research 2009, w kategorii „Innowator roku”. Otrzymało także nagrodę dla ”Najlepszego dekodera” za set-back-box ADB 4820C. Rozwiązanie ADB Home Networking otrzymało w Kijowie nagrodę EEBC Telecom & Broadcasting dla ”Najbardziej innowacyjnego produktu i rozwiązania”. W Polsce zaś, czytelnicy magazynu i portalu internetowego Satkurier uznali produkt ADB 5720SX ”Najlepszym odbiornikiem PVR”.
W roku 2010, ADB nabyło (spółkę córkę Pirelli) Pirelli Broadband Solution, której nadano nazwę ADB Broadband. Jej działalność skupia się na dostawie urządzeń i zaawansowanego oprogramowania dla operatorów sieci szerokopasmowych. W tym też roku, ADB zostało dostawcą rozwiązań dla takich operatorów jak: Canal Digital, First Media i Slovak Telekom.
W 2010 roku, podczas IPTV World Forum w Londynie, produkt ADB 5720SX otrzymał tytuł ”Najlepszego rozwiązania/aplikacji interaktywnej”, a magazyn Cable & Satellite International przyznał temu rozwiązaniu tytuły: ”Najbardziej obiecującej technologii zorientowanej na użytkownika” i ”Najlepszej interaktywnej technologii i aplikacji” za autorską aplikację CARBO™. W tym samym roku, czytelnicy polskiego magazynu i portalu internetowego Satkurier docenili wprowadzone u operatora 'n' rozwiązanie ADB, któremu przyznano tytuł ”Najlepszego dekodera dla platformy lub tuner CA/CF”.
W 2011 roku hybrydowy dekoder ADB-2850ST, zintegrowany z interfejsem ADB CARBO™, został dostarczony do węgierskiego operatora pay-tv Business Telecom Kft (Btel), zaś największy litewski operator telekomunikacyjny TEO LT został odbiorcą nowego produktu ADB – Epicentro® Software Platform.
W 2011 roku, rozwiązanie ADB Multi-room, zostało docenione przez czytelników polskiego magazynu i portalu internetowego Satkurier i otrzymało tytuł ”Najlepszego Produktu”.
W 2012 roku odbiorcami rozwiązań ADB zostali: VOO – belgijski operator telewizji kablowej oraz rosyjski operator telekomunikacyjny Tattelekom. Drugi z operatorów wdrożył rozwiązanie Epicentro® Software Platform, które zostało zwycięzcą konkursu Broadband World Forum Infovision Award 2012 w kategorii Broadband Home. W tym samym roku ADB podpisało kontrakt dystrybucyjny z firmą Adams Cable Eqipment (ACE) z Ameryki Północnej na dostawę rozwiązań ADB – P.DGA4001N WiFi ADSL2+gateway.
W 2013 roku, podczas targów IBC, ADB zdobyła nagrodę CSI w kategorii „Najlepsze rozwiązanie satelitarne”  za platformę Mediabox, która została wprowadzona na polski rynek przez operatora nc+. W tym samym roku firma zdobyła wyróżnienie podczas targów Satkrak za rozwiązanie Multi-screen określone mianem innowacji roku.
W 2015 roku firma zdecydowała się na rebranding i zmieniła logo. Podczas targów IBC zdobywa prestiżową nagrodę (Newbay Media Best of Show Award) za nowo wdrożone rozwiązania - Connected Solutions  
W 2016 roku, podczas targów IBC, platforma graphyne2 otrzymuje dwie nagrody: Best of Show 2016 Awards oraz CSI 2016 Award w kategorii "Najlepsza Interaktywna Aplikacja lub Technologia".
W 2017 roku firma zdobyła nagrodę podczas targów Satkrak za rozwiązanie graphyne2 Android. W tym samym roku ADB dostarczyło polskiemu operatorowi nc+ zaawansowane oprogramowanie dzięki któremu abonenci telewizji satelitarnej w Polsce po raz pierwszy zyskali możliwość oglądania treści w ultra wysokiej rozdzielczości UHD (4K). W tym samym roku ADB świętowało dostarczenie 60 milionów dekoderów i urządzeń sieciowych.
W 2019 firma ADB wdrożyła system vuTyme™ dla Australijskiego operatora Foxtel
W 2021 firma ADB wprowadziła do swojej oferty - Thunder AX - router z obsługą nowego standardu WiFi 6

## Produkty
ADB projektuje, rozwija i dostarcza rozwiązania dla operatorów telewizji cyfrowej, sieci szerokopasmowych, producentów treści oraz hoteli, szpitali i osiedli mieszkaniowych.
Gama produktów ADB obejmuje kompletne rozwiązania takie jak:
- dekodery
- oprogramowanie do usług płatnej telewizji takich jak: video na żądanie (VoD), multiroom, telewizja interaktywna czy aplikacje internetowe, personalizacja, rekomendacje i wiele innych;
- rozwiązania telekomunikacyjne, urządzenia dostępowe i do zdalnego zarządzania.

## Klienci
Odbiorcami produktów ADB są między innymi: A1 Telekom Austria, Border States Electric, Canal Digital, Cox Communications, Cyfrowy Polsat, Graybar, NC+, Spectrum, Swisscom, Telecom Italia, Telefonica, Telenet, Telenor and Vodafone.